# Manfredi Polverosi
Manfredi Polverosi (ur. 9 sierpnia 1882 we Florencji, zm. 1 czerwca 1965 w Rzymie) – włoski śpiewak operowy, tenor.

## Życiorys
Uczył się w Mediolanie, pod kierunkiem znanego tenora Jacopo Manfriniego. Na scenie zadebiutował w 1906 rolą w operze Łucja z Lammermooru Gaetano Donizettiego. Od lutego 1925 występował w weneckim Teatro La Fenice, w 1930 pojawił się na scenie Teatro dell'Opera di Roma, na której występował do 1943. W tym czasie udzielał lekcji młodym adeptom sztuki wokalnej.
W 1947 wystąpił w filmowej operze The Lost One w reż. Carmine Gallone. Zagrał wtedy rolę Giorgio Germonta. W 1952 wystąpił w filmie Un ladro in paradiso (reż. Domenico Paolella).
Był autorem autobiografii, wielokrotnie wznawianej.